# Draillant

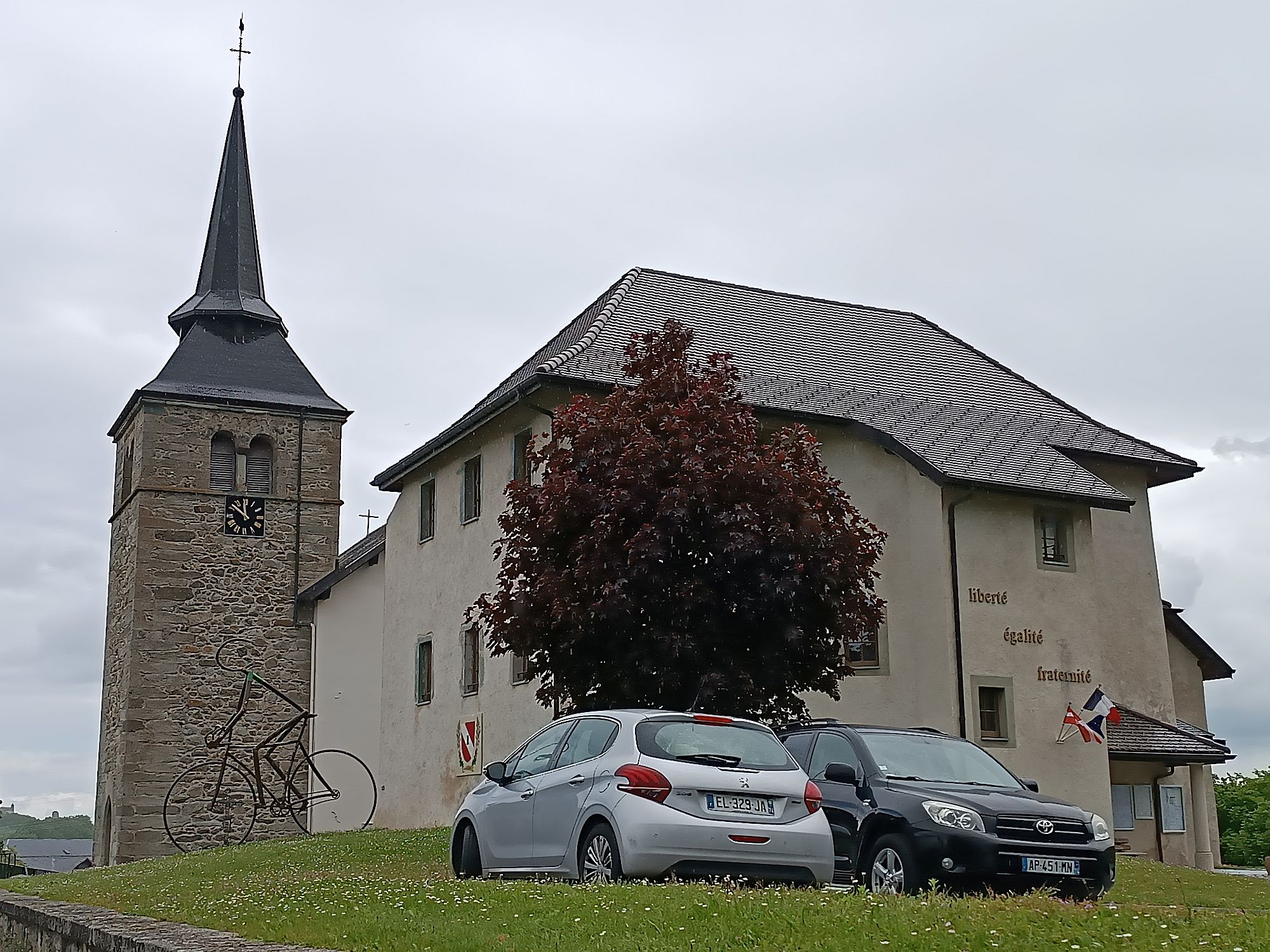
Kirche und Rathaus

Draillant ist eine französische Gemeinde im Département Haute-Savoie in der Region Auvergne-Rhône-Alpes.

## Geographie
Draillant liegt auf 631 m, acht Kilometer südlich der Stadt Thonon-les-Bains (Luftlinie). Das Dorf erstreckt sich im Bas-Chablais, in einem von Moränen des eiszeitlichen Rhonegletschers geformten Hügelland am Nordfuß der Savoyer Voralpen (Mont Forchat).
Die Fläche des 10,41 km² großen Gemeindegebiets umfasst einen Abschnitt des Bas-Chablais und der angrenzenden Voralpen. Das Gebiet wird vom Ruisseau du Redon und seinen Quellbächen nach Norden zum Genfersee entwässert. Nach Süden und Südosten erstreckt sich der Gemeindeboden über einen steil ansteigenden Hang bis auf die Höhen von Crêt Vernay (1220 m), Col des Moises und Très le Mont (1370 m). Auf dem Westgipfel des Mont Forchat wird mit 1512 m die höchste Erhebung von Draillant erreicht.
Zu Draillant gehören die Weilersiedlungen Cursinges (630 m) am Ruisseau des Moises und Maugny (634 m). Nachbargemeinden von Draillant sind Allinges im Norden, Orcier und Lullin im Osten, Habère-Poche im Süden sowie Cervens und Perrignier im Westen.

## Geschichte
Erstmals urkundlich erwähnt wird Draillant 1227 unter dem Namen Drallens; von 1229 ist die Bezeichnung Draillens überliefert. Der Ortsname geht vermutlich auf den burgundischen Personennamen Thragila oder Drogila zurück und bedeutet mit dem Suffix -ens so viel wie bei den Leuten des Thragila. Draillant war Standort eines Cluniazenserpriorats, das vor der Reformation von Genf abhängig war.
1974 wurde Draillant mit dem benachbarten Perrignier fusioniert. Ende des Jahres 2000 wurde es jedoch wieder zur eigenständigen Gemeinde erhoben.

## Sehenswürdigkeiten
Die Kirche Saint-Pierre geht im Kern auf einen Bau des frühen 13. Jahrhunderts zurück.

## Bevölkerung
| Jahr                       | 1954 | 1968 | 1988 | 1999 | 2006 |
| Einwohner                  | 369  | 290  | 392  | 564  | 661  |
| Quellen: Cassini und INSEE |      |      |      |      |      |

Mit 875 Einwohnern (Stand 1. Januar 2022) gehört Draillant zu den kleineren Gemeinden des Département Haute-Savoie. In den letzten Jahrzehnten wurde ein kontinuierliches starkes Wachstum der Einwohnerzahl verzeichnet.

## Wirtschaft und Infrastruktur
Draillant war bis weit ins 20. Jahrhundert hinein ein vorwiegend durch die Landwirtschaft geprägtes Dorf. Heute gibt es verschiedene Betriebe des lokalen Kleingewerbes. Zahlreiche Erwerbstätige sind Wegpendler, die in den größeren Ortschaften der Umgebung oder in Thonon-les-Bains ihrer Arbeit nachgehen.
Die Ortschaft liegt abseits der größeren Durchgangsstraßen, ist aber von Perrignier an der Verbindungsstraße D903 leicht erreichbar. Weitere Straßenverbindungen bestehen mit Cervens und Orcier.